# بوحلو (المغرب)
بوحلو قرية مغربية أمازيغية شمال المملكة، تنتمي إلى إقليم تازة الساحلي، شرقي مدينة فاس، تضم بلدة بوحلو 9.259 نسمة وتعتبر من بين أهم المناطق الفلاحية في إقليم تازة (إحصاء 2004).

## دواوير الجماعة
- دوار الصفاح
- دوار أفراغ
- دوار الصفاحة
- دوار الحاجب